# Erfgoedvereniging Bond Heemschut
De Erfgoedvereniging Bond Heemschut is een Nederlandse vereniging voor het behoud van cultuurmonumenten, statutair is de vereniging bekend onder haar oprichtingsnaam: Bond Heemschut. De vereniging is op 2 februari 1911 opgericht in Amsterdam en is gevestigd in het Korenmetershuisje aan de Nieuwezijds Kolk te Amsterdam-Centrum.

## Doelstelling
Heemschut is de grootste en een van de oudste particuliere verenigingen ter bescherming van cultuurmonumenten. De naam verwijst naar het 'schutten' (beschermen) van het 'heem' (de eigen omgeving). Heemschut is opgericht vanuit de bondsgedachte: een federatieve organisatie waarbij andere organisaties zijn aangesloten. De eerste jaren was het daarom voor particulieren niet mogelijk om lid te worden van Heemschut. De vereniging is bedacht door architect Adriaan Willem Weissman en Pieter van Tienhoven in 1909 omdat zij zich stoorden aan de teloorgang van de lokale bouwkunst. Het zou nog tot 2 februari 1911 duren voordat Heemschut officieel werd opgericht in het gebouw naast de Munttoren. Bij die oprichting waren ook onder meer de architecten Karel de Bazel en Abel Antoon Kok betrokken.
De vereniging komt in actie bij verwaarlozing of dreigende sloop van monumenten en wanneer een historisch stadsgezicht aangetast dreigt te worden. De vereniging heeft zich ook ingezet bij de gaswinningsproblematiek in Groningen door de Vereniging Groninger Monument Eigenaren, een op monumenten gerichte belangengroepering, te ondersteunen bij de oprichting.  Heemschut is tevens grondlegger van Stadsherstel Amsterdam, Vereniging Hendrick de Keyser, Vereniging De Hollandsche Molen en de Federatie Instandhouding Monumenten (FIM).
Heemschut is activistisch van karakter. De vereniging zoekt sinds haar oprichting actief het openbare debat om de publieke opinie te beïnvloeden. De vereniging kan dat doen omdat er geen subsidie wordt ontvangen. De werknemers en het werk van de vrijwilligers wordt volledig betaald door de steun van de leden en nalatenschappen. Een van Heemschut's bekendste actievoerders was Ton Koot. Hij schreef veel artikelen en boeken heeft daarmee het erfgoedbeleid in Amsterdam en omstreken in de jaren van de Wederopbouw beïnvloed.
De vereniging telt bijna 5000 leden en is landelijk actief georganiseerd via 13 provinciale commissies (een voor elke provincie, en een voor de stad Amsterdam). Ook kent Heemschut twee speciale werkgroepen: een op het gebied van Monumentale Kunst en een voor architectuur na 1965, zogeheten 'Post '65 architectuur. In de commissies en werkgroepen zijn zo'n 180 vrijwilligers actief.

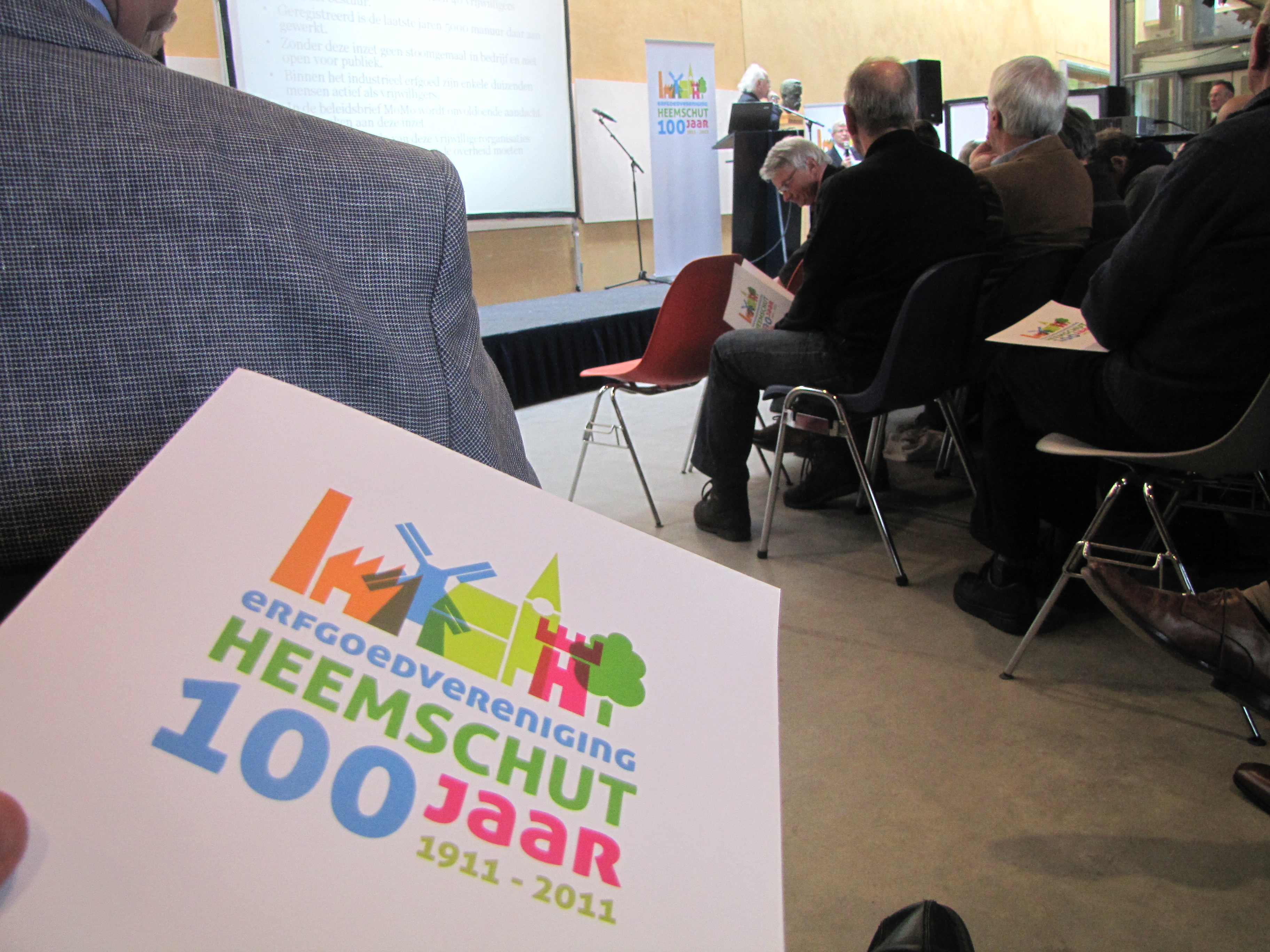
Heemschut 100 jaar, 2011

## Uitgaven
Heemschut geeft sinds 1924 een verenigingsblad uit onder dezelfde titel. Het is daarmee het oudste verschijnende blad op het gebied van erfgoedzorg. Tussen 1940 en 1954 voerde de Bond Heemschut de redactie over de Heemschutserie, een reeks van 74 delen over steden, dorpen en diverse aspecten van de Nederlandse volkskunst, die bij uitgeverij Allert de Lange in Amsterdam werd uitgegeven. In 2018 is Heemschut opnieuw begonnen met het uitgeven van boeken in de Heemschutserie.

## Lobby
Sinds haar oprichting heeft Heemschut bijgedragen aan het tot stand komen van wet- en regelgeving op het gebied van welstandszorg en monumentenzorg. Dat leidde in 1961 tot de vaststelling van de Nederlandse monumentenwet. Nederlandse gemeenten hebben inmiddels de mogelijkheid monumenten te beschermen via eigen verordeningen. Heemschut pleit voor dergelijke vormen van bescherming van cultuurhistorisch waardevol erfgoed in het algemeen belang, omdat dit bijdraagt aan de identiteit van Nederland.